# Oldřiška Marešová
Oldřiška Marešová (Litoměřice, 14 ottobre 1986) è un'altista ceca.

## Palmarès
| Anno | Manifestazione    | Sede       | Evento        | Risultato | Prestazione | Note |
| ---- | ----------------- | ---------- | ------------- | --------- | ----------- | ---- |
| 2003 | Mondiali allievi  | Sherbrooke | Salto in alto | 4ª        | 1,81 m      |      |
| 2004 | Mondiali juniores | Grosseto   | Salto in alto | 6ª        | 1,87 m      |      |
| 2005 | Europei juniores  | Kaunas     | Salto in alto | 6ª        | 1,82 m      |      |
| 2009 | Universiadi       | Belgrado   | Salto in alto | 6ª        | 1,85 m      |      |
| 2011 | Universiadi       | Shenzen    | Salto in alto | 6ª        | 1,86 m      |      |
| 2012 | Europei           | Helsinki   | Salto in alto | 17ª (q)   | 1,83 m      |      |
| 2012 | Giochi olimpici   | Londra     | Salto in alto | 29ª (q)   | 1,80 m      |      |
| 2015 | Europei indoor    | Praga      | Salto in alto | 14ª (q)   | 1,87 m      |      |
| 2015 | Mondiali          | Pechino    | Salto in alto | 19ª (q)   | 1,89 m      |      |

## Altre competizioni internazionali
2003
- Bronzo al Festival olimpico gioventù europea ( Parigi), salto in alto - 1,82 m

2010
- Bronzo agli Europei a squadre ( Budapest), salto in alto - 1,89 m

2015
- Oro agli Europei a squadre ( Candia), salto in alto - 1,88 m